# 2023년 한화 이글스 시즌
2023년 한화 이글스 시즌은 한화 이글스가 KBO 리그에 참가한 30번째 시즌으로, 빙그레 이글스 시절까지 합하면 38번째 시즌이다. 카를로스 수베로 감독이 팀을 이끈 3번째 시즌이었으나 도중에 경질되고 최원호 감독이 남은 기간동안 팀을 이끌었다. 주장은 정우람이 맡았다. 팀은 10팀 중 9위를 기록해 4년 연속 정규 시즌 최하위는 피했지만 5년 연속으로 포스트시즌 진출에 실패했다.

## 타이틀
- 항저우 아시안 게임 금메달: 노시환, 문동주
- 아시아 프로야구 챔피언십 은메달: 노시환, 문동주, 문현빈
- 아시아 프로야구 챔피언십 베스트 9: 노시환 (1루수)
- 아시아 야구 선수권 대회 동메달: 장지수, 이민준, 유로결
- KBO 골든글러브: 노시환 (3루수)
- KBO 신인상: 문동주
- 마구마구 리얼글러브 어워드 올해의 선수상: 노시환
- 일구상 최고타자상: 노시환
- 일구상 신인상: 문동주
- 조아제약 프로야구대상 최고타자상: 노시환
- 조아제약 프로야구대상 신인상: 문동주
- 스포츠서울 올해의 선수상: 노시환
- 스포츠서울 올해의 신인상: 문동주
- 스포츠서울 우리들의 슈퍼스타상: 문현빈
- 동아스포츠대상 프로야구 올해의 선수: 노시환
- 한은회 최고의 타자상: 노시환
- 한은회 최고의 신인상: 문동주
- 웰컴톱랭킹 타자 MVP: 노시환
- 업비트 위클리 베스트 라인업 결산: 노시환 (3루수)
- 올스타 선발: 채은성 (1루수), 노시환 (3루수)
- 올스타전 추천선수: 문동주, 박상원
- 올스타전 홈런레이스 우승: 채은성 (5개)
- 올스타전 홈런레이스 최대 비거리상: 채은성 (130m)
- 미스터올스타: 채은성
- 한국대학스포츠협의회 선정 동의대학교 출신 올스타: 김원석 (우익수)
- 9UP 프로야구 탑클래스 카드: 장종훈, 유승안
- 공격 WAR: 노시환 (6.17)
- 홈런: 노시환 (31)
- 루타: 노시환 (278)
- 타점: 노시환 (101)
- 사구: 최재훈 (23)
- 고의4구: 채은성 (8)
- 선발등판: 페냐 (32)
- 장타: 노시환 (62)
- 추정 득점: 노시환 (101.8)
- 도루 저지: 최재훈 (27)
- 포크볼 평균 구속: 김서현 (143.3km/h)

### 퓨처스리그
- 리얼글러브 퓨처스리그: 김민기, 장지수, 유로결
- 퓨처스 올스타: 정이황, 허관회, 김건, 이민준, 유로결
- 북부리그 타석: 이성곤 (328)
- 북부리그 득점: 이성곤 (53)
- 북부리그 3루타: 최인호 (5)
- 북부리그 볼넷: 이성곤 (61)

## 선수단
- 선발투수: 페냐, 문동주, 산체스, 스미스, 장민재, 김민우
- 구원투수: 주현상, 이태양, 윤대경, 김기중, 한승주, 장시환, 정우람, 김범수, 이민우, 송윤준, 장지수, 류희운, 박준영, 박윤철, 이충호, 김재영, 윤산흠, 김서현, 한승혁, 강재민
- 마무리투수: 김규연, 류원석, 남지민, 박상원
- 포수: 최재훈, 이재용, 박상언, 허관회
- 1루수: 채은성, 김태연, 김인환
- 2루수: 정은원
- 유격수: 이도윤, 오선진, 이민준, 하주석, 박정현
- 3루수: 노시환
- 좌익수: 최인호, 노수광, 장지승, 윌리엄스, 권광민, 오그레디
- 중견수: 문현빈, 이원석, 이상혁, 장진혁
- 우익수: 이진영, 장운호, 유로결
- 지명타자: 유상빈, 이성곤, 김건, 이명기

## 여담
- 장시환은 2020년 9월 27일 NC 다이노스와의 경기부터 2023년 4월 1일 키움 히어로즈와의 경기까지 개인 19연패를 당해 KBO 리그 역대 최다 연패 기록을 세웠다. 이후 2023년 7월 25일 키움 히어로즈와의 경기에서 승리투수가 되어 연패에서 벗어났다.
- 7월 25일 키움 히어로즈와의 경기에서 팀은 8회 초에 대량 득점을 하여 8회 초가 끝나는 데만 무려 1시간 8분이 걸렸다. 이는 KBO 리그 사상 한 이닝 최장 시간 소요 기록이다. 참고로 이때 2아웃 이후에만 11득점을 했는데, 이는 KBO 리그 사상 2아웃 후 최다 득점 기록이기도 하다.
- 9월 17일 kt 위즈와의 경기는 도중에 204분동안 중단되어 KBO 리그 사상 최장 시간 중단 기록으로 남아있다.
- 정우람은 KBO 리그 사상 최초로 통산 1000번 등판한 투수가 되었다. 참고로 이 1000번의 등판 모두 구원등판이었다.
- 문현빈은 구단 사상 최초로 단일 시즌 규정 타석을 채운 10대 외야수가 되었다.
- 스미스는 이 시즌 1경기 등판에 그쳐 KBO 리그 역대 외국인 투수 단일 시즌 최소 등판 기록을 세웠다.
- 문현빈은 이 시즌까지 1루 》2루 태그업 1회, 고의4구로 2번 출루하고 상대 견제 실책을 3번 유도하여 KBO 리그 10대 타자 통산 최다 기록을 세웠다.
- 문현빈은 이 시즌까지 통산 외야보살 102개로 2013년 이후 KBO 리그 10대 투수 최다 기록을 세웠다.
- 이민준은 이 시즌까지 득점권 출루율 1.000을 기록하여 2013년 이후 KBO 리그 10대 타자 통산 최고 기록을 세웠다.
- 오그레디는 이 시즌 WAR -0.98에 그쳐 KBO 리그 역대 외국인 좌익수 중 단일 시즌 최저 기록을 세웠다.
- 11월 22일 대전광역시와 명명권과 사용권, 관광권, 수익권에 대한 권리 등 구장 운영 권리계약을 단행했다.
- 김서현은 포크볼 평균 143.3km/h로 2013년 이후 KBO 리그 역대 단일 시즌 최고 기록을 세웠다.

## 같이 보기
- 2024년 한화 이글스 시즌